# علم و فناوری در ایالات متحده آمریکا
ایالات متحده آمریکا از زمان ظهورش به‌عنوان یک کشور مستقل مشوق علم و اختراعات بوده است. این کشور پذیرای افراد خلاق از همه جهان بوده و رشد «دانش مفید» را تشویق کرده است. قانون اساسی این کشور خودش بازتاب‌دهنده میل به ترویج علمی است. بنجامین فرانکلین و توماس جفرسون — دو نفر از پدران مؤسس آمریکا — در حقیقت دانشمندانی دارای اعتبار بوده‌اند. از سال ۱۹۵۰ به بعد، آمریکایی‌ها برنده حدود نیمی از جوایز نوبل در علوم بوده‌اند.